# Cochleärer Verstärker
Cochleärer Verstärker ist ein Fachausdruck für die mechanische Verstärkung der Wanderwelle in der Hörschnecke (lateinisch Cochlea) im Innenohr der Säugetiere, in dem die äußeren cochleären Haarzellen im Corti-Organ frequenzspezifische Bewegungen eine Dynamikanpassung bewirken, sodass auch sehr leise Geräusche wahrgenommen werden können. Eine äußere Haarzelle wird deshalb auch als Motorzelle bezeichnet. Die Verstärkung ist nicht linear – Geräusche mit geringem Schalldruck unterliegen höheren Verstärkungen als solche mit hohem Schalldruck. Der Ausfall des cochleären Verstärkers führt zur Schwerhörigkeit. 
Erste Ideen zu einer aktiven Verstärkung in der Cochlea, die sich über Otoakustische Emissionen bemerkbar macht, stammen von Thomas Gold (1948). Der Verstärkermechanismus der Cochlea wurde von Jonathan Ashmore in den äußeren Haarzellen lokalisiert. Er wurde auch 1987 von Hans-Peter Zenner beschrieben, der dafür den Gottfried-Wilhelm-Leibniz-Preis erhielt. 
In der Cochlea werden Klänge und Sprache ähnlich einer Fourieranalyse in ihre einzelnen Frequenzen zerlegt. Dabei erfolgt eine bis zu tausendfache Verstärkung der Wanderwelle durch die extrem schnelle Bewegung der äußeren Haarzellen (Hörsinneszellen im Corti-Organ), die sich bis zu zwanzigtausendmal pro Sekunde (20.000 Hz) bewegen. Die Haarzellen besitzen spezielle Motorproteine, um sich bewegen zu können. Die Motorproteine heißen Prestin (von italienisch presto „schnell“). Um die Verstärkung zu modulieren (Schutz der inneren Haarzellen vor zu hohen Schallintensitäten), sind die äußeren Haarzellen zusätzlich efferent innerviert. Die Fasern stammen aus dem oberen Olivenkomplex (Nucleus olivaris superior) und ziehen mit dem Hörnerv (N. cochlearis, Teil des N. vestibulocochlearis = VIII. Hirnnerv) zu den äußeren Haarzellen.

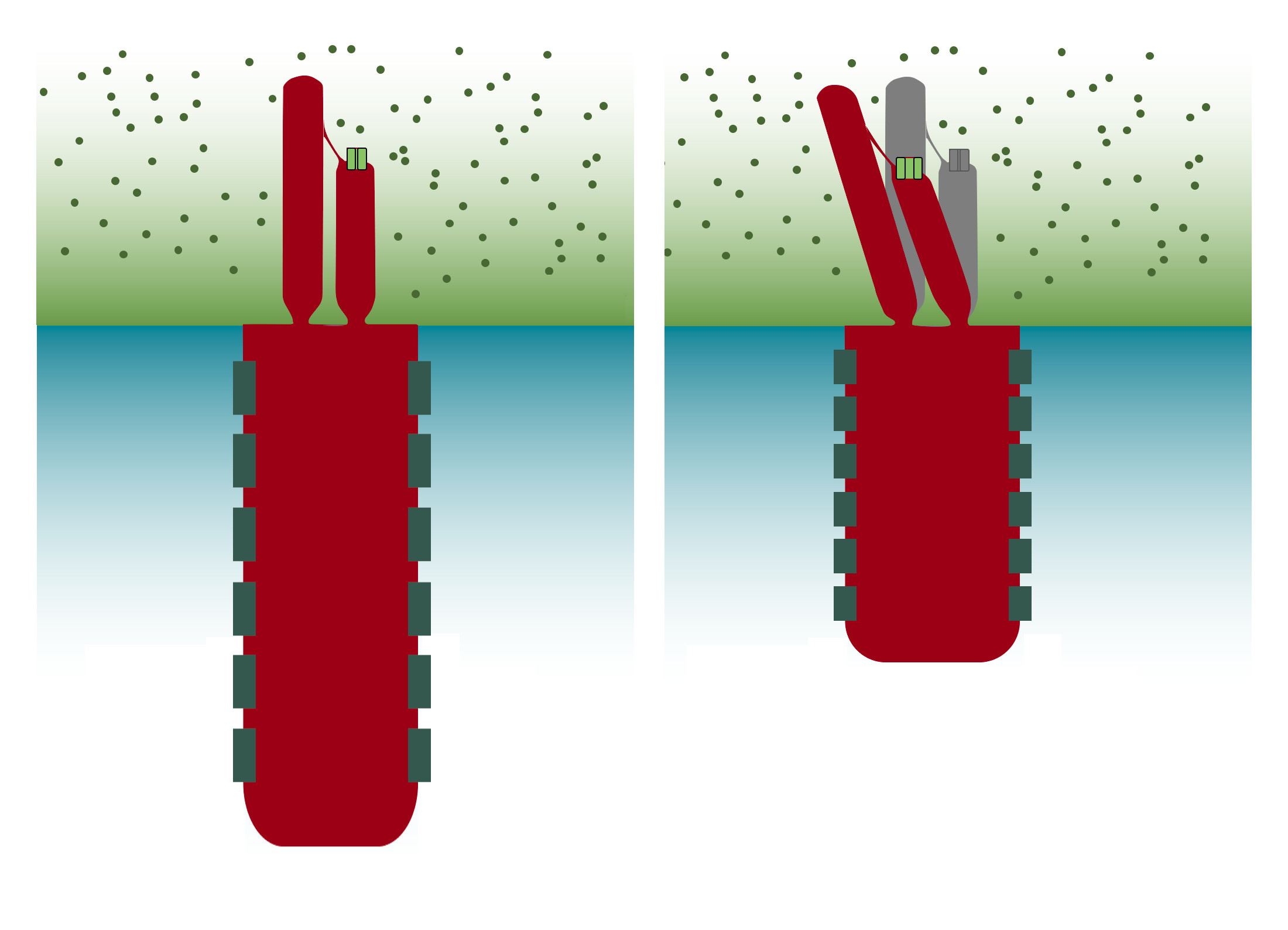
Kontraktion der Prestin-Motorproteine bei Depolarisation